# The Beauty of Destruction
The Beauty of Destruction es el álbum debut del supergrupo estadounidense de metalcore Devil You Know. Fue lanzado el 25 de abril de 2014 en Europa y el 29 de abril en Estados Unidos, el Reino Unido y Francia a través del sello Nuclear Blast. Fue producido por Logan Mader y mezclado por Zeuss. El video musical de "Seven Years Alone" fue lanzado a Nuclear Blast Records y contó con la participación de Ryan Wombacher en el bajo y Roy Lev-Ari en la guitarra. El diseño de la portada fue creado por Travis Smith.

## Lista de canciones
Todas las letras escritas por Howard Jones, toda la música compuesta por Francesco Artusato y John Sankey. 
| N.º | Título                      | Duración |  |
| 1.  | «A New Beginning»           | 4:08     |  |
| 2.  | «My Own»                    | 3:43     |  |
| 3.  | «Embracing the Torture»     | 3:26     |  |
| 4.  | «For the Dead and Broken»   | 3:26     |  |
| 5.  | «Seven Years Alone»         | 3:43     |  |
| 6.  | «It's Over»                 | 3:53     |  |
| 7.  | «A Mind Insane»             | 4:13     |  |
| 8.  | «Crawl from the Dark»       | 4:16     |  |
| 9.  | «The Killer»                | 3:40     |  |
| 10. | «I Am the Nothing»          | 4:12     |  |
| 11. | «Shut It Down»              | 3:51     |  |
| 12. | «As Bright as the Darkness» | 4:30     |  |

Bonus de la edición en vinilo
| Vinyl LP Bonus Tracks |             |          |  |
| N.º                   | Título      | Duración |  |
| 13.                   | «Sacrifice» | 4:00     |  |

## Créditos
Devil You Know
- Howard Jones – voz
- Francesco Artusato – guitarra, bajo
- John Sankey – batería, percusiones

Producción
- Logan Mader – productor, compositor
- Zeuss – mezclas
- Ted Jensen (Sterling Sound, NY) - masterización
- Arte y diseño por Travis Smith